# Giuseppe Tallarico
Giuseppe Tallarico (Casabona, 28 aprile 1880 – Roma, 12 luglio 1965) è stato un medico e politico italiano.
Membro del Consiglio Nazionale delle Ricerche e docente universitario di Chimica fisiologica all'Università "La Sapienza" di Roma, ha ottenuto diversi premi e riconoscimenti per i suoi studi in ambito medico, compreso il prestigioso premio Girolami per la sua tesi di laurea. È stato anche medico di fiducia del generale Armando Diaz, Igor' Fëdorovič Stravinskij, Pablo Picasso, Ruggero Leoncavallo, Sergej Djagilev e di Guglielmo Marconi.
Nella prima metà del Novecento la Famiglia Tallarico ha dato lustro e notorietà ad un piccolo paese della Calabria, Casabona, nella provincia di Crotone per valori intrinseci alla sua storia ma soprattutto attraverso il suo rappresentante più autorevole e illustre, il Professor Giuseppe Tallarico, fulgida figura di scienziato e di medico fino a poco tempo fa ingiustamente relegato ad una mitologia di racconti e ad una leggenda di aneddoti ma che recenti studi hanno collocato in una dimensione storiografica di assoluto valore. Giuseppe Tallarico, “il medico biologo con le ali di poeta”come venne definito dal filosofo Giovanni Gentile, fu un uomo, un medico, uno scienziato dalla mente “colorata”, grandissimo nell’amore per la sua terra, nelle passioni culturali e nelle profetiche intuizioni scientifiche permeate da una vena poetica e letteraria che ne fanno un personaggio forse unico nella prima metà del XX secolo nelle cui vicende politiche, sociali, culturali e scientifiche si erge da vero protagonista. In questo excursus biografico si cercherà di delineare un quadro il più possibile completo del Professor Tallarico, padre di famiglia, medico illuminato, divulgatore sublime, poeta struggente ed elegiaco della natura, scienziato della moderna agricoltura. E intorno alla narrazione del personaggio, come in un grandioso affresco storico, compaiono tutte le figure, minime e massime che lo hanno accompagnato nella sua epopea di uomo innamorato della sua terra, la Calabria, e del suo paese, Casabona, che egli ha sempre portato nel cuore e amato senza confini di spazio e di tempo.

## Sunto Biografia
Nato a Casabona nel 1880, si iscrisse alla Facoltà di Medicina e Chirurgia dell'Università "La Sapienza" di Roma ottenendo la laurea nel 1905.
Nel 1913 vinse un concorso per diventare medico primario all'Ospedale italiano di Londra, ma allo scoppio della prima guerra mondiale scelse di abbandonare il posto per partecipare attivamente al conflitto come Ufficiale Medico. Al termine della guerra, riprese la professione medica.
Nel 1929 fece il suo ingresso in politica candidandosi alle elezioni politiche, venendo eletto deputato nella XXVIII, XXIX e XXX legislatura del Regno d'Italia nelle file del Partito Nazionale Fascista.
Tallarico si spense a Roma il 12 luglio 1965.

## Biografia in dettaglio

### I genitori
Sullo sfondo della Calabria risorgimentale si muovono nella prima metà dell’Ottocento le vicende della Famiglia Tallarico, in particolare di Giuseppe “senior” che sposò Teresa Garrubba nobildonna di Melissa dalla quale nacque il loro unico figlio Ludovico. Tardo epigono di figura patriarcale dell’Ottocento Calabrese, Ludovico fu un personaggio eclettico che incise in maniera determinante sulla società del tempo per la sua genialità e intraprendenza, per i suoi modi e la sua indole generosa. Il settore lavorativo in cui egli profuse grande impegno fu quello agricolo nel quale, per essere al passo coi tempi, conseguì da autodidatta la Laurea in Agraria e con i suoi studi ed esperimenti diede un contributo scientifico determinante al mondo dell’agricoltura dell’epoca. Alla morte di Ludovico nel 1937, chi dei figli raccolse la sua eredità culturale e scientifica nonché il “sacro fuoco” del sapere fu senz’altro Giuseppe il primogenito in linea maschile, il “genius loci” di quel microcosmo posto su una collina rocciosa: Casabona, “il natio borgo selvaggio”, ove nacque il 28 aprile 1880 e cui fu sempre legato da profondi sentimenti ancestrali. “Don Peppino”, come affettuosamente lo chiamavano i compaesani sempre amò e onorò questo piccolo paese fino al punto di eleggerlo a cenacolo culturale e a laboratorio sperimentale ove condurre importanti studi scientifici e letterari. Ma fermiamo la clessidra del tempo!

### Giovinezza
Dopo le Scuole Elementari nel Collegio di Santa Severina, il piccolo Giuseppe proseguì il suo percorso scolastico presso il Ginnasio e il Liceo “Galluppi” di Catanzaro nel Regio Convitto Nazionale. Qui conseguì a soli 18 anni la Licenza Liceale “con molto onore” meritandosi l’assegnazione del Legato Pezzullo, un prestigioso premio che gli consentì nel 1898 di iscriversi alla Facoltà di Medicina dell’Università di Napoli. Nella città partenopea rimase un solo anno per poi trasferirsi all’Ateneo di Roma. Le ragioni di questo trasferimento non ci sono note. L’inizio del soggiorno romano fu rattristato dalla scomparsa della cara mamma Aurora che venne a mancare nel 1899 all’età di 41 anni. Il giovane Tallarico reagì a questo triste evento con orgoglio colmandone il vuoto con i risultati scolastici e riversando il suo amore e la sua devozione filiale nella famiglia. Nel mondo universitario del suo tempo divenne un vero riferimento sia per spensierata e romantica goliardia sia per impegno nello studio che gli consentì di vincere al terzo anno di Medicina le “mille lire” del Premio Rolli per la Fisiologia Sperimentale. Erano i primi bagliori di un’esistenza predestinata e di un amore scientifico assoluto: la Fisiologia. In questo campo egli ebbe come prima guida il Prof. Luigi Luciani, successivamente entrò nell’orbita del grande Prof. Virgilio Ducceschi che lo prescelse, benché ancora studente, come suo assistente. Questa collaborazione culminò, al termine degli studi universitari in un’interessante Tesi di Laurea in Fisiologia sull’“Azione dei prodotti regressivi dei tessuti sul cuore e sul respiro” che gli valse il 18 luglio 1905 la Laurea in Medicina e Chirurgia col massimo dei voti e l’assegnazione del prestigioso Premio Girolami.

### I primi incarichi professionali
Dopo la Laurea, il forte richiamo per la terra natia porta il giovane Dottor Tallarico nel Crotonese ove diresse fino al 1906 su incarico della Società Nazionale per gli Studi sulla Malaria i lavori di profilassi e cura nei campi sperimentali del Senatore Barracco. Con le sue lungimiranti intuizioni scientifiche e con la sua abnegazione nella ricerca contribuì a salvare molte vite umane e a bonificare un piccolo e sconosciuto angolo di Calabria. Nel 1909 la Commissione Tecnica del Ministero dell’Istruzione lo giudicò primo tra tutti i laureati in Medicina negli ultimi quattro anni in tutte le Università d’Italia e gli conferì un Premio di Perfezionamento all’estero per l’anno accademico 1909/10 della somma di lire tremila. Fu la svolta della sua vita! La sede prescelta per il perfezionamento scientifico fu Parigi ove la sete di sapere, la grande passione per la cultura e l’arte avrebbero trovato terreno fecondo per la sua anima mitteleuropea sempre proiettata verso nuovi orizzonti di futuro. A Parigi si perfezionò presso il Laboratorio di Fisiologia Sperimentale della Sorbona, diretto dal grande Prof. Albert Dastre, in Chimica Fisiologica da sempre la sua passione scientifica. Il successo professionale parigino però non lo appagava pienamente, la sua “forma mentis” di scienziato lo portava a guardare lontano. Le bianche scogliere di Dover al di là della Manica immortalate da poeti e scrittori e icona naturalistica della grande Inghilterra lo attendevano! Nel 1911 infatti il Dottor Tallarico vince per titoli il Concorso Internazionale per la Direzione dell’Ospedale italiano di Londra e qui si trasferisce sul finire dello stesso anno. Successivamente apre al pubblico uno Studio Medico a Wimpole Street nell’aristocratico quartiere dei grandi specialisti ove si affermò subito come Medico brillante, acquisendo prestigio e notorietà nell’entourage dell’aristocrazia londinese e non solo. Ancora una volta però fermiamo la clessidra del tempo! Durante il soggiorno parigino di circa due anni nei laboratori della Sorbona conobbe una giovane studentessa francese, Marcelle Bucher, che da collaboratrice scientifica divenne ben presto la donna della sua vita e musa ispiratrice del suo futuro. Nella primavera del 1913 egli tornò a Parigi e il 20 maggio dello stesso anno la sposò. Marcella seguì il marito a Londra condividendone ideali, progetti di vita e di lavoro ma soprattutto il profondo amore per l’Italia. Assai singolare è che Marcella nata a Parigi da padre alsaziano e madre lorena, quindi una francese del nord, adorava la calda terra di Calabria, l’umanità della sua gente, i colori e le bellezze naturalistiche in un sentimento profondo che condivideva con l’amato marito. Il loro sogno di un ritorno in quei luoghi, sempre vagheggiato, si realizzerà nel 1925 allorquando i coniugi Tallarico si trasferiranno a Casabona. Nella metropoli londinese il Professor Tallarico continuò i suoi studi di ordine biologico, divenne consulente fidato di Ambasciate e Consolati esteri, strinse amicizia con personalità illustri di cui divenne medico e confidente per la facondia del suo eloquio e per una sorta di spiritualità insita nel suo pensiero scientifico. Divenne in breve tempo il “primus inter pares” fra gli italiani residenti a Londra che stabilirono con lui intensi legami di amicizia, lo prescelsero come Medico curante e lo elessero alla carica di Presidente della Lega Italiana per la tutela degli Interessi Nazionali a Londra affinché “tenesse alto il nome della Patria”. Nel 1915, allo scoppio della Prima Guerra Mondiale, Tallarico tornò in Italia come Ufficiale Medico al fronte e qui rimase fino al termine delle ostilità. Nemmeno i venti di guerra 5 fermarono lo scienziato italiano che durante il periodo bellico conseguì la Libera Docenza in Chimica Fisiologica e Biologica presso l’Università di Roma. Al suo ritorno in Inghilterra il Professor Tallarico ebbe inoltre grande successo e prestigio come Dirigente dell’Ospedale Italiano di Londra. La sua umanità, le sue doti di comunicazione e di empatia, la sua dottrina, il carisma che emanava dalla sua persona ne fecero una figura/simbolo della professione medica e la quintessenza vivente di questa scienza. Si affidarono alla sua conoscenza professionale grandi personalità del mondo della scienza, della politica e della cultura che egli ebbe modo di incontrare nella capitale inglese nell’arco di dieci anni. Fu legato da fraterna amicizia con il filosofo Giovanni Gentile di cui rimane un nutrito carteggio epistolare. Un ricordo a parte merita il legame con Guglielmo Marconi, Premio Nobel per la Fisica nel 1909, il personaggio cui fu maggiormente legato per essere stato il suo Medico di fiducia e per gli intensi rapporti di amicizia che continuarono anche in Italia. In quel periodo Marconi viveva a Londra e volle accompagnare personalmente il Professor Tallarico e la sua famiglia, nel 1925, col suo yacht Elettra fino al porto di Crotone. 
Fu Medico di fiducia inoltre di:
- Joseph Benjamin Robinson, il re dei diamanti del Sudafrica
- Ruggero Leoncavallo, compositore di opere liriche
- Il Maharaja dell’India in carica in quel periodo, uno degli uomini più ricchi del mondo
- Wickham Steed, giornalista del Times (1871-1956)
- Aldo Castellani (1874-1971), Medico e Specialista in malattie tropicali
- Generale Armando Diaz, Capo di Stato Maggiore del Regio Esercito Italiano
- Sergej Djagilev, coreografo e fondatore della Compagnia dei “Balletti Russi”
- Pablo Picasso, grande pittore del Novecento. Questi non godeva di una buona condizione economica durante il suo soggiorno londinese e pagava con dei bozzetti l’onorario delle visite mediche al Professor Tallarico che li accettava con piacere, considerata l’estrosità e l’arte avanguardista del pittore spagnolo
- Igor Strawinsky, celebre musicista russo
- Il Re d’Egitto Fu’ād I
- I Grimaldi di Monaco

### Il periodo del Fascismo
Nell’estate del 1938 venne pubblicato sul Giornale d’Italia il “Manifesto del razzismo italiano” che venne poi trasformato in decreto-legge nel novembre dello stesso anno con tanto di firma del Re Vittorio Emanuele III di Savoia. Fu questo un documento che ebbe un ruolo non indifferente nella promulgazione delle cosiddette leggi razziali e noto anche come il “Manifesto degli Scienziati Fascisti”. Avulso da ogni sentimento antisemita Tallarico si prodigò in quegli anni di buio delle coscienze per la difesa della razza ebraica e seppe con profondo senso umanitario impegnarsi per il progresso della popolazione etiope durante il periodo del cosiddetto impero. Detestò la persecuzione nei confronti degli Ebrei disapprovando pericolosamente la politica antisemita del Duce. Si prodigò con ogni mezzo e mise a disposizione di alcune famiglie ebree, sottraendole così alle grinfie dei Nazisti, la sua abitazione romana presso Villa Blanc comunicante con le catacombe di Sant’Agnese in via Nomentana. Nelle stesse catacombe nascose alcuni giovani, soprattutto meridionali, ricercati dai Nazisti per essere cooptati “obtorto collo” nelle loro feroci milizie. Tra questi ricordiamo il nipote Vico Zumpano, il suo autista Domenico Ercole Vaccaro di Casabona detto “Micuzzo ’i da fucilera” e Gennaro Basile figlio del mulattiere in Montagnapiana. Don Peppino, conscio dei pericoli cui andava incontro, salvò la vita a tante persone nel rispetto inalienabile dei diritti umani, della libertà di pensiero e del valore assoluto della vita. Il tribunale della storia ha reso giustizia allo scienziato di Casabona e alla sua opera scagionandolo da ogni iniquità morale, intellettuale e politica. E come tanti uomini e donne che hanno vissuto uno dei momenti più drammatici della nostra storia recente seguendo la retta via dell’umanizzazione delle coscienze e della civiltà e ripudiando sentimenti di odio razziale, potrebbe essere simbolicamente annoverato tra i “Giusti tra le Nazioni” del Popolo di Israele.

### Il ritorno a Casabona
Nel marzo del 1925 l’illustre Medico di Casabona lascia la remunerativa attività professionale londinese, cede il suo prestigioso studio al cognato e amico Diodato Giordani per ritornare nella sua terra, la Calabria, e nel suo amato paese, Casabona. Il distacco dalla capitale inglese è descritto in un memoriale dallo stesso Tallarico senza enfasi ma con un sereno realismo in cui emerge l’irresistibile richiamo delle origini e della tradizione familiare. Questa decisione dai contorni “epici” è uno dei momenti più affascinanti della sua vita e topici di questo racconto biografico quasi riecheggiando i “Nostoi” del mito omerico, cioè i ritorni degli eroi greci nelle loro terre dopo la conquista di Troia. Cosa spinse infatti un Medico straordinario, uno scienziato visionario e profetico, un uomo brillante inserito nei gangli vitali del mondo scientifico e culturale del suo tempo ad effettuare una scelta così radicale e spettacolare? È questo uno degli aspetti più intriganti, oseremmo dire più stupefacenti, della personalità del Tallarico che lo eleva in una dimensione moralmente grandiosa e nobile in cui l’uomo, lo scienziato, l’esploratore ammirato della natura e della sua fenomenologia si fondono in un “unicum” umano poliedrico, che ha come fonte di ispirazione e come archetipo culturale l’irresistibile tendenza alla ricerca. Un fuoco interiore, uno spirito dell’anima che egli portava e custodiva in fondo al suo cuore e che, come Prometeo, voleva donare alle generazioni della sua epoca al di là del tempo e al di là di ogni confine. In questo crogiuolo di sentimenti risiedono probabilmente le motivazioni della sua radicale scelta di vita, del suo “Nostos”, del suo ritorno. Nella sua dimora di stile moresco in contrada Montagnapiana, fatta costruire in quegli anni e che la fantasia popolare chiamò sempre “Villa Tallarico”, egli si dedicò con passione e rigore scientifico allo studio e alla ricerca. Col passare del tempo Montagnapiana divenne un centro abitato provvisto di acqua corrente e perfino di una scuola rurale. Al di sopra di tutto, come un luogo magico, la Villa intorno a cui nasceva un magnifico giardino dove i fiori più rari e più belli, le piante più lussureggianti provenienti da ogni parte del mondo venivano curati, “accarezzati” con grazia e gusto dalla signora Marcella. Ancora oggi questo giardino è meta di studiosi e appassionati di botanica che rimangono stupiti e ammirati per come un luogo così argilloso e impervio abbia potuto trasformarsi in un angolo di terra sempre verde e fiorito. Questa è stata la magia di donna Marcella Bucher-Tallarico! A Montagnapiana Tallarico fece nascere a sue spese, spinto dalle politiche agricole del Governo e dall’appello di Benito Mussolini per la Battaglia del grano, la Stazione Agraria Sperimentale. Stimolato inoltre da Guglielmo Marconi, che ben ne conosceva il genio, mise a disposizione la sua esperienza in campo biologico-agrario fino al punto di far parte del CNR (Consiglio Nazionale delle Ricerche) di cui fu illuminato Consigliere fino al 1943. Dal 1946 al 1961 fu Direttore del Centro Studi Silani e i risultati delle sue rivoluzionarie sperimentazioni furono da lui pubblicati in un libro: “La Sila e i suoi valori”. Per questa sua appassionata dedizione ai problemi e all’emancipazione della sua terra gli venne conferita nel 1957 la Cittadinanza Onoraria di Cosenza.

### Gli anni cinquanta
Gli anni Cinquanta furono un periodo di intensa attività culturale in cui Tallarico pubblicò numerosi articoli scientifici, espletò incarichi importanti, ricevette diverse onorificenze e premi nazionali. In questi anni Tallarico fu un antesignano della divulgazione scientifica, un “Piero Angela” del suo tempo, collaborando con le più prestigiose testate giornalistiche nazionali. Dal 1949 collaborò con la RAI attraverso trasmissioni divulgative nel campo dell’alimentazione che vennero raccolte in quattro libri pubblicati dalla ERI (Edizioni Radio Italiane) con i suggestivi titoli: “Conosci te stesso”, “La frutta e la salute”, “I segreti della vita umana”, “Gli ortaggi e la salute”. Per la sua attività di scienziato e scrittore gli furono conferiti prestigiosi riconoscimenti, tra questi: il Premio Rezzara per il giornalismo, il Premio Braibanti per la migliore pubblicazione sulle paste alimentari, il Premio Marzotto per la qualità dei suoi scritti; ma quello che lo inorgogliva di più, perché squisitamente letterario, fu il Premio Bagutta Agnesi assegnatogli a Milano nel 1953. In questo stesso anno il Governo italiano designò Tallarico a rappresentare l’Italia al Congresso Mondiale di Washington sugli antibiotici, la più importante scoperta farmacologica del secolo, che vide la partecipazione di scienziati provenienti da tutto il mondo. Ma la più grande emozione che egli provò durante la permanenza in America, subito dopo il simposio sugli antibiotici, fu l’accoglienza trionfale tributata a lui e alla moglie dalla comunità calabrese a New York e in particolare dai suoi compaesani in una serata indimenticabile. Questi stessi anni purtroppo, furono rattristati dall’improvvisa scomparsa della cara consorte Marcella il 12 maggio 1954 in Roma all’età di 65 anni. Se ne andava con Lei la compagna di una vita, l’“alsaziana” che incondizionatamente aveva abbracciato i suoi sogni e i suoi progetti. Colei che aveva lasciato Parigi e le sue luci e poi la dolce Londra di inizio Secolo per vivere nel microcosmo di Casabona, nel giardino fiorito di Montagnapiana che ancora oggi si rinnova di fiori e di profumi e che ella aveva creato dal nulla nell’arida terra di quella collina ove ancora oggi aleggia la leggenda di questa illuminata donna francese.

### Il crepuscolo
Al crepuscolo della sua vita, nonostante l’età avanzata ne limitasse l’attivismo culturale, il Prof. Tallarico rimase sempre lucido e con la mente in fermento, vivace e seducente affabulatore fino agli ultimi giorni della sua vita. “Non ho tempo per star male” amava rispondere con sagace ironia a chi gli chiedeva della sua salute, soggiungendo “Rinasco ogni mattina al risveglio”! Nella tiepida sera dell’estate dell’11 luglio 1965 all’età di 85 anni Giuseppe Tallarico si spegne a Roma nella sua abitazione di via Sforza Pallavicini con moltissima grazia e lievità, con quella splendida discrezione con cui aveva parimenti vissuto una vita meravigliosa di scienziatopoeta dal cuore di fanciullo col dono di essere un genio immenso. Infatti, al di là dell’intelligenza e dell’incredibile velocità mentale in ogni sua opera, in ogni suo scritto echeggia una musica inesprimibile con le parole, quella facoltà misteriosa che gli ha consentito di far nascere sotto i nostri occhi qualcosa che non conoscevamo: la luce e la poesia della Natura creatrice che si sprigionano dalle sue opere e dal suo pensiero di spirito eletto della terra di Calabria.

## Personalità

### Don Peppino e la politica
Uno degli aspetti più rilevanti della vita pubblica del Prof. Tallarico fu la sua attività di Deputato e Consigliere Nazionale del Regno d’Italia dal 1929 al 1943. Tra i designati alla Camera per la Provincia di Catanzaro nel 1929 spiccava infatti il nome di Giuseppe Tallarico a candidato della lista nazionale. Questa designazione riempì d’orgoglio l’intera popolazione calabrese e in modo particolare il comprensorio crotonese, rese però malinconici i Casabonesi che temevano che il loro caro “don Peppino” potesse lasciare il suo amato paese ove veniva considerato quasi una “divinità” familiare e benefica. Ma il senso del dovere verso la Patria lo chiamava imperiosamente ed egli vedeva in questa occasione un veicolo di emancipazione del Mezzogiorno d’Italia e del suo riscatto da condizioni estreme di povertà e arretratezza. Nei suoi 14 anni di vita parlamentare egli fu un politico atipico quasi “risorgimentale” negli ideali e nei propositi, ma tutto questo era nella sua indole e nel suo codice genetico come si addice ai grandi. Non condusse infatti un’attività politica frenetica, tipica del Fascismo, seppe tenersi lontano da questioni di partito, non si prestò alla propaganda, non ebbe mai un posto di comando nel Governo. Si dedicò alla divulgazione e ai suoi lavori scientifici pubblicando libri e una quantità rilevante di articoli su giornali e riviste specializzate. Purtroppo non vide realizzare pienamente i suoi progetti scientifici per il progresso del Meridione nonostante gli incoraggiamenti nelle ricerche da parte di Benito Mussolini. Infatti le fosche nubi del Nazismo in Germania e l’abbraccio fatale tra il Duce e Adolf Hitler, tragico demiurgo del Terzo Reich, determinarono un allontanamento della politica dai problemi reali del Paese. L’“uovo del serpente” iniziava a schiudersi! Uno scenario agghiacciante, un palcoscenico freddo e perfetto alla base di quel movimento socio-politico che avrebbe cambiato faccia all’Europa Novecentesca si stava delineando: il Nazismo. La Seconda Guerra Mondiale era alle porte e le risorse economiche dell’Italia servivano per finanziare il lungo e drammatico conflitto. Tallarico, che aveva salutato con favore l’instaurazione del Fascismo come forza trainante e propulsiva per risolvere l’atavica questione meridionale, vide così svanire tutti i suoi sogni e aspirazioni per il progresso civile di queste terre. D’altronde già negli anni Trenta egli volle mantenere un certo distacco dalla logica mussoliniana, da quel dittatore che calpestava i diritti umani e alimentava con sempre maggior rigore un regime autoritario in tutti i settori del vivere civile e che incominciava a percorrere la strada delle politiche razziali sulla falsariga di altri stati europei che già si erano espressi con leggi e disposizioni in tal senso.

### Il grande divulgatore
Il Prof. Tallarico, oltre ad essere stato uno scienziato e un esploratore dei fenomeni biologici naturali, fu anche scrittore e conferenziere raffinato ed elegante per la sua profonda cultura che affondava le radici nell’“humus” magno greco e nella migliore tradizione letteraria di inizio secolo che faceva sì che i grandi Medici erano anche dei grandi umanisti. Pubblicò numerosi volumi tradotti in varie lingue tra cui i più importanti sono: “Il grano come alimento e come semente”, “La vita degli alimenti”, “La vita delle piante”, “Grano e pane”, “Le magie del Mediterraneo”, “Elogio dei microbi”. In particolare quest’ultima opera appare profetica e a dir poco lungimirante perché anticipa i nuovi saperi e i nuovi linguaggi della Medicina facendo balenare nella cultura scientifica dell’epoca quelli che sono, ai nostri giorni, i concetti di “metabolomica” e “microbiomica”. Quello che emerge è un concetto di assoluta modernità scientifica: siamo individui inseriti in un ecosistema popolato da moltissimi batteri che ci guidano e orientano e che dobbiamo imparare a conoscere e a rispettare. E tutto questo è stupefacente! Come i Medici-Filosofi dell’antica Grecia ha avuto la facoltà magica di umanizzare la scienza e la sua fenomenologia dando parola e volto alle piante, personificandole così bene da rendere quasi sfumato il confine tra il regno animale e vegetale. I suoi scritti sono permeati da un positivismo scientifico che lo porta a vedere nel creato un disegno soprannaturale in cui ogni evento biologico ha un finalismo, è utile e pertanto deve essere rispettato, amato e preservato per le future generazioni. Dalle sue opere scaturisce la figura di un visionario profetico e romantico insieme alla felicità di un uomo-fanciullo predestinato di fronte allo spettacolo unico della Natura creatrice.

## Opere principali
- La biologia delle piante (manoscritto 1904 - Con la partecipazione di Bice Pressi).
- Il grano come alimento e come semente (Memorie della Reale Accademia d’Italia, Tipografia del Senato, Roma 1931).
- Lo sviluppo e la crescenza degli individui (Fratelli Bocca, Torino 1932 - Con la partecipazione di Renato Pollitzer).
- Grano e pane (Ramo Editoriale degli Agricoltori (Reda), 1933), saggio;
- La vita degli alimenti (Sansoni, Firenze, I edizione 1934, II edizione 1936, III edizione 1938, IV edizione 1945), saggio
- I recuperi nel settore agrario e in quello alimentare (saggio contenuto in: L'Autarchia Economica della Nazione, Istituto Nazionale di Cultura Fascista, Roma 1939)
- L'elogio della vite e del vino (saggio contenuto in: La Ricerca Scientifica - Rivista del Consiglio Nazionale delle Ricerche, Roma 1949)
- La Frutta e la salute (Edizioni Radio Italiana, Torino 1954)
- Il sesso (G.C. Sansoni, Firenze 1936 - Con la partecipazione di Renato Pollitzer)
- Le possibilità agrarie della Sila (I.T.E.A., Napoli 1937).
- Lo spreco e i ricuperi (G.C. Sansoni, Firenze 1939).
- L’olivo, l’olivastro ed il lentisco (G.C. Sansoni, Firenze 1939).
- Le magie del Mediterraneo (G.C. Sansoni, Firenze 1943).
- La vita delle piante (G.C. Sansoni, Firenze, I edizione 1946, II edizione 1949).
- Elogio dei Microbi (G.C. Sansoni, Firenze 1949).
- La Sila e i suoi valori (Ramo Editoriale degli Agricoltori, Roma 1950).
- Conosci te stesso (Edizione Radio Italiana - Quaderni della Radio, Torino, gennaio 1951).
- I segreti della vita umana (Edizione Radio Italiana - Quaderni della Radio, Torino, gennaio 1952).
- Gli ortaggi e la salute (Edizione Radio Italiana - Quaderni della Radio, Torino, dicembre 1954).
- La conservazione dei foraggi freschi (Litostampa, Roma 1957 - Con la partecipazione di Benigno Fagotti).
- Nel misterioso mondo delle api (Atena, Roma).
- La forza del cosiddetto sesso debole (Atena, Roma).
- La vie des aliments (Les Éditions Denoël, traduit et adapté de l’italien par Christian Germoz, Paris 1947- Traduzione in francese del libro: La vita degli alimenti).
- La salud por la alimentación (Editorial Juventud, traducción de Eduardo Valenti, primera edición, Barcelona 1950 - Traduzione in spagnolo del libro: La vita degli alimenti).
- La fruta y la salud (Editorial Juventud, traducción de María Teresa Monguió, primera edición, Barcelona 1956 - Traduzione in spagnolo del libro: La frutta e la salute).
- Le verdure y la salud (Editorial Juventud, traducción de María Teresa Monguió, primera dición, Barcelona 1956 - Traduzione in spagnolo del libro: Gli ortaggi e la salute).
- Vida larga y sana (Editorial Juventud, traducción de María Teresa Monguió, primera edición, Barcelona 1956 Tonino - Traduzione in spagnolo del libro: Conosci te stesso).